# 学生プロレス
学生プロレス（がくせいプロレス）は、プロレス愛好家の学生らによって構成されるプロレス団体、プロレス同好会（自称プロレス団体）もしくは、その活動である。
かつてはアマチュアプロレスと呼ばれたこともあるが、これではアマチュアでプロという矛盾した表記となってしまうため、現在では"学生プロレス"でほぼ統一されている。

## 概要
プロレス同好会のようなサークル活動は1970年代から存在していたが、実際に試合を行うスタイルの「学生プロレス」としての活動は1978年頃から行われている。1980年には、紳士服ブランド「ダーバン（D'urban)」がスポンサーとなり、全国学生プロレス大会が開催された。この大会で初代のチャンピオンとして東海大学の「アントニオ寺島」が認定されている。なお、1969年に兵庫県立尼崎北高等学校の生徒が文化祭のイベントに学校公認で興行を行い、さらに、AKP（尼北プロレス愛好者連盟）を結成して1973年まで文化祭等のイベントで興行を行ったことは、学生プロレスの魁とも言える。
その多くは、大学の「プロレス研究会（同好会）」に所属する大学生が選手・スタッフとして活動し、学園祭等で観客を集めプロレスの試合を見せている。実況や解説をスピーカーで観客に聞かせる事で試合を盛り上げるのが特徴で、後発の「西口プロレス」も同じスタイルをとっている。
活動の一環として、学生プロレス主催でプロレスラーを学園祭に招き、講演会を開くこともある。
関東地方、関西地方、九州などの大学の活動が盛んで、大学の枠を超えた交流戦も行われているが、2000年代以降プロレスが下火になるにつれて、サークルが減り学生プロレスの運営は大学単位から地方単位の運営に変わりつつある。また、かつては関東は好きなプロレスラーをコピーし、後述のようなプロレスラー指向。関西はオリジナルキャラクターでコミックショー指向のファイトスタイルに分かれていた。全国規模のイベントとして、2008年から2017年にかけて年に1度、『学生プロレスサミット』が行われていた。
リングネームは実在するプロレスラーのオマージュもしくは下ネタ絡み（年月を経て学生プロレスの伝統になり、代々先輩が命名、リングネームの拒否や改名は禁止されている。）のものが多く、試合内容は既存のプロレスのパロディのようなものが主流。それでもプロレスの魅力にはまり、将来プロレスラーになることを目指してトレーニングを積み、プロ指向の試合を見せようとする者や応援でレスリング部に参加する者も中にはいる。実際に有名プロレスラーになった者も出現している。
また、学生を卒業してもOBとして学生プロレスのリングにあがったり、OBが集まって設立した草プロレスRAW、CWP、プロレスリング紫焔などの団体が存在する。なおガッツワールドプロレスリングは学生プロレス出身者による団体がプロ化したものである。
2011年7月18日には史上初めて、学生プロレス出身プロレスラーのみの大会『学プロ出身プロレスラーサミット』が行われた。

## タブー視される風潮
学生プロレスは、なぜか一般のプロレスラーからは徹底的に蔑まれているとされていた。理由は様々だろうが、プロが誇りとする「気合・精神面・プライド」が、生半可な学生プロレスの気質と合わないためと思われる。パロディも多く「ごっこ遊び」の延長線上にあることから、プロレスを馬鹿にしているという認識がプロレスラーの間で一般化していたことも一因である。
学生プロレス出身であることを初めて公表したMEN'Sテイオーが、みちのくプロレスに所属していたテリー・ボーイ時代に新日本プロレスのリングに上がった際、大谷晋二郎をはじめとする当時の新日の選手達から公開リンチに近い扱いを受けたことがある（大谷は、その後この考えを撤回。詳細は大谷晋二郎を参照）。
棚橋弘至が長い間、学生プロレス出身であることを明らかにしてこなかったのは、新日本のこのような風潮が原因と思われる。しかし、2000年代後半以降はハッスルにおけるレイザーラモンHGの活躍や、所属選手に学生プロレス出身者が多いDDTプロレスリングの台頭などもあって、プロレス界全体ではあまりタブー視されなくなっている。
また、あまり知られてはいなかったが、ジャイアント馬場が生前学生プロレスの選手に受け身の取り方等を指導していた事が判明している。これは、馬場が知人の店に立ち寄った際、その店で練習していた学生プロレスの選手を見て、基礎も出来ていないその姿に危機感を持ち、これを放置して何か大きな事故が起きた時にプロレスそのものが批判されると考えたためで、これがきっかけとなり、学生プロレスの選手に対して馬場本人が指導を行い、その指導方法が今でも多くの大学のプロレスサークルに伝わっている。

## 学生プロレス出身の有名人一覧

### プロレス関係者
| 名前                       | リングネーム                                 | 所属大学                         | 学生プロレス団体               | 備考                                     |
| -------------------------- | -------------------------------------------- | -------------------------------- | ------------------------------ | ---------------------------------------- |
| ハヤブサ                   | 肥後ずいき                                   | 熊本商科大学（現：熊本学園大学） | 熊本商科大学プロレス研究会     | 2016年3月3日死去                         |
| ミスター雁之助             | ソープ延長                                   | 熊本商科大学（現：熊本学園大学） | 熊本商科大学プロレス研究会     | 引退                                     |
| MEN'Sテイオー              | テリー・ファック                             | 東海大学                         |                                | フリー                                   |
| 怨霊                       | ウルフ小澤                                   | 東海大学                         | UWF関東学生プロレス連盟        | 暗黒プロレス組織666                      |
| 丸山敦（タイガースマスク） | アンデレ丸山                                 | 桃山学院大学                     | 大阪学院大学プロレス研究会     | 大阪プロレス                             |
| 男色ディーノ               | 男色ディーノ                                 | 大阪学院大学                     | 大阪学院大学プロレス研究会     | DDTプロレスリング                        |
| はやて                     | サイタマスク                                 | 城西大学                         | UWF関東学生プロレス連盟        | いたばしプロレスリング                   |
| GENTARO                    | ヤブサメ                                     | 城西大学                         | UWF関東学生プロレス連盟        | プロレスリングFREEDOMS                   |
| 加藤茂郎                   | カト・チャン・リー                           | 城西大学                         | UWF関東学生プロレス連盟        | フリー                                   |
| 松永智充                   | フェラ千代の富士                             | 城西国際大学                     | UWF関東学生プロレス連盟        | DDTプロレスリング                        |
| 棚橋弘至                   | ターナー・ザ・インサート はめひろし メイ牛山 | 立命館大学                       | 立命館プロレス同好会           | 新日本プロレス                           |
| カブキキッド               | ソルティ・キッドマン                         | 立命館大学                       | 立命館プロレス同好会           | ダブプロレス                             |
| 忍                         | マグナムKYOTO                                | 立命館大学                       | 立命館プロレス同好会           | 暗黒プロレス組織666                      |
| 河村知哉                   | ラッシャーK村                                | 立命館大学                       | 立命館プロレス同好会           | フリー                                   |
| オルカ宇藤                 | 七転抜刀斎                                   | 立命館大学                       | 立命館プロレス同好会           | フリー                                   |
| 神威                       | ダンカン椹木                                 | 関西大学                         | KWA関西大学プロレス連合        | プロレスリングFREEDOMS                   |
| TORU                       |                                              | 大阪学院大学                     | 大阪学院大学プロレス研究会     | フリー                                   |
| アイアンマン西田           | 車酔い吉                                     | 創形美術学校                     | SWSガクセイプロレス            | 国際プロレスプロモーション（レフェリー） |
| コスモ☆ソルジャー          |                                              | 中央大学                         | SWSガクセイプロレス            | プロレスリング華☆激                      |
| サバイバル飛田             | 不自由パワーSEX                              | 帝京大学                         | SWSガクセイプロレス            | 埼玉プロレス                             |
| 真壁刀義                   | プリン真壁                                   | 帝京大学                         | SWSガクセイプロレス            | 新日本プロレス                           |
| HARASHIMA                  | 阿修羅・原島 はやぶちゃ                      | 帝京大学                         | SWSガクセイプロレス            | DDTプロレスリング                        |
| ガッツ石島                 | 冬木尿道                                     | 帝京大学                         | SWSガクセイプロレス            | TTTプロレスリング                        |
| 浦井百合                   | 新百合ヶ丘超特Q                              | 帝京大学                         | SWSガクセイプロレス            | フリー                                   |
| レオナルド高津             | オナルド高津                                 | 帝京大学                         | SWSガクセイプロレス            | フリー                                   |
| SUZKI                      | SUZUKI                                       | 帝京大学                         | SWSガクセイプロレス            | フリー                                   |
| 冨永真一郎                 | エロワードネゲロ                             | 帝京大学                         | SWSガクセイプロレス            | CWP、ガンバレ☆プロレス                   |
| 鈴木心                     | タイガー・ベッドシーン                       | 帝京大学                         | SWSガクセイプロレス            | フリー                                   |
| 太仁田ブ厚                 | 太仁田ブ厚 ブッチャーT                       | 帝京大学                         | SWSガクセイプロレス            | 引退                                     |
| 難波信二                   | 越波辰巳 越中ふんどし                        | 亜細亜大学                       |                                | フリー（リングアナ）                     |
| ヤス・ウラノ               | ソクラテス浦野                               | 日本大学                         | 日本大学プロレス研究会         | フリー                                   |
| KUDO                       |                                              | 日本大学                         | 日本大学プロレス研究会         | DDTプロレスリング                        |
| 趙雲子龍                   | マン・ツィンポー                             | 日本大学                         | 日本大学プロレス研究会         | 新北京プロレス                           |
| 三和太                     | セイウチンII世                               | 日本大学                         | 日本大学プロレス研究会         | 引退                                     |
| 大家健                     | アレクサンダー大家                           | 日本大学                         | 日本大学プロレス研究会         | ガンバレ☆プロレス                        |
| ダイスケ                   | brother"TAKKITA"                             | 日本大学                         | 日本大学プロレス研究会         | 引退                                     |
| 風戸大智                   | カジャー・アンナカ                           | 日本大学                         | 日本大学プロレス研究会         | プロレスリングBASARA                     |
| 吉野達彦                   | もずく2PAC酢                                 | 日本大学                         | 日本大学プロレス研究会         | 大日本プロレス                           |
| 最上九                     | スパン・キングストン                         | 日本大学                         | 日本大学プロレス研究会         | 2AW                                      |
| アントーニオ本多           | アントニオ本多 A･YAZAWA                      | 武蔵野美術大学                   | 一橋大学世界プロレスリング同盟 | フリー                                   |
| 竜剛馬                     | 竜剛馬                                       | 東京大学                         | 一橋大学世界プロレスリング同盟 | プロレスリングBASARA                     |
| DT-YUTA                    | 童 As Infini貞                               | 東京大学                         | 一橋大学世界プロレスリング同盟 | フリー                                   |
| 鈴木翼                     | "母の子"マザコンキッド                       | 東京経済大学                     | 一橋大学世界プロレスリング同盟 | 引退                                     |
| 雫有希                     | 雫あき                                       | 慶應義塾大学                     | 慶應義塾大学プロレス研究会     | きらきら太陽プロジェクト                 |
| 三富兜翔                   | 潮吹豪                                       | 慶応義塾大学                     | UWF関東学生プロレス連盟        | P.P.P.TOKYO                              |
| 稲蔵                       | バター犬178                                  | 中央大学                         |                                | フリー（レフェリー）                     |
| 富豪2夢路                  |                                              | 九州産業大学                     | 九州産業大学プロレス研究会     | フリー                                   |
| 筑前りょう太               | ジェ・ニンジャ                               | 九州産業大学                     | 九州産業大学プロレス研究会     | 九州プロレス（代表）                     |
| 阿蘇山                     |                                              | 九州産業大学                     | 九州産業大学プロレス研究会     | 九州プロレス                             |
| めんたい☆キッド            |                                              | 九州産業大学                     | 九州産業大学プロレス研究会     | 九州プロレス                             |
| 旭志織                     | ヒマワリ                                     | 九州産業大学                     | 九州産業大学プロレス研究会     | 2AW                                      |
| 若鷹ジェット信介           | 元気炭谷                                     | 九州産業大学                     | 九州産業大学プロレス研究会     | プロレスリングLAND'S END                 |
| 宮城倫子                   | トマホークM.M                                | 九州造形短期大学                 | 九州産業大学プロレス研究会     | GLEAT                                    |
| ばってん×ぶらぶら          | 桂三枝郎 末岡ふれあー                        | 福岡大学                         | 九州産業大学プロレス研究会     | 九州プロレス                             |
| 高尾蒼馬                   | BIMA                                         | 日本外国語専門学校               | UWF関東学生プロレス連盟        | DDTプロレスリング                        |
| wonderman                  | スーダン西村                                 | 横浜市立大学                     |                                | HEAT-UP（リングアナ）                    |
| 山田太郎                   | ドカベン                                     | 東洋大学                         | UWF関東学生プロレス連盟        | 暗黒プロレス組織666                      |
| 大谷譲二                   | ギャル男コレクションA.G.                     | 和泉短期大学                     | UWF関東学生プロレス連盟        | P.P.P.TOKYO                              |
| 翔太                       | セック鈴木                                   | 国士舘大学                       | UWF関東学生プロレス連盟        | フリー                                   |
| 今成夢人                   | 金的桜ケ丘                                   | 多摩美術大学                     | 一橋大学世界プロレスリング同盟 | ガンバレ☆プロレス                        |
| 稲村愛輝                   | ちんことみつき                               | 駒沢大学                         | UWF関東学生プロレス連盟        | プロレスリング・ノア                     |
| 大川順平                   | ボッキーコングJr.                            | 代々木アニメーション学院         | UWF関東学生プロレス連盟        | シアタープロレス東京花鳥風月             |
| 笹村あやめ                 | 道端センズリカ                               | 淑徳短期大学                     | UWF関東学生プロレス連盟        | 2AW                                      |
| リル・クラーケン           | ラソ＝チンブラ                               | 宇都宮大学                       | 宇都宮大学プロレス研究会(NUWA) | プロレスリングBASARA                     |
| 愛澤No.1                   |                                              | 石巻専修大学                     | 石巻専修大学プロレス研究愛好会 | フリー                                   |
| 秦野友貴                   | アルマーニ浜口                               | 関東学院大学                     | UWF関東学生プロレス連盟        | プロレスリングHEAT-UP                    |
| HANAKO                     | フェラりさ                                   | 日本大学                         | UWF関東学生プロレス連盟        | スターダム                               |
| 岡田太郎                   | スティーブ・oh・粗チン                       | 同志社大学                       | DWA同志社プロレス同盟          | スターダム（代表取締役社長）             |
| 文りん                     | ぷりん亭芽りん（レフェリー、リングアナ）     | 神戸女学院大学                   | DWA同志社プロレス同盟          | 東京女子プロレス（レフェリー）           |

### その他
難波規精
リングネーム「コズモ難波」（松竹芸能東京支社長兼取締役→個人事務所「ステッカー」代表取締役社長）
みぶ真也
同志社大学プロレス研究会創立メンバー（一人芝居俳優）
ユリオカ超特Q
リングネーム「セーラー百合岡」立命館大学プロレス同好会創立メンバー（お笑い芸人、トルバ所属）
レイザーラモンHG
リングネーム「ギブアップ住谷」同志社大学プロレス研究会（お笑い芸人、レイザーラモン、吉本興業所属）
レイザーラモンRG
リングネーム「チン先真性」立命館大学プロレス研究会（お笑い芸人、レイザーラモン、吉本興業所属）
水野透
桃山学院大学プロレス同好会創設者（お笑い芸人、リットン調査団、吉本興業所属）
藤原光博
リングネーム「バイブ藤原」桃山学院大学プロレス同好会（お笑い芸人、リットン調査団、吉本興業所属）
湯沢直哉
リングネーム「ソクラテス湯沢」日本大学プロレス研究会（週刊プロレス編集長）
見た目が邦彦
リングネーム「ダンカン小鹿」日本大学（お笑い芸人、西口プロレス所属）
小山一英
リングネーム「ヒット・マン小山」東京学芸大学格闘プロレス部（テレビ山口アナウンサー）
ミートボール吉野
リングネーム「ズガン・ハンセン」帝京大学（AV男優）
諸富祥彦
リングネーム「ゾンビ・ザ・グレーテスト」筑波大学プロレス同好会（明治大学教授）
にわのまこと
リングネーム「薩摩はやと」九州産業大学プロレス研究部（漫画家）
井上侑也
リングネーム「イノコMAX」詳しくはゲームセンターCXを参照の事。
中川淳一郎
リングネーム「スカトロング山田」→「浣腸島耕作」一橋大学世界プロレスリング同盟（フリーライター）
橋本吉史
リングネーム「貧乳源一郎」→「中条ピロシキ」一橋大学世界プロレスリング同盟（TBSラジオプロデューサー）
常見陽平
リングネーム「ピンクロータリオ」「ブルセラ大帝レオ」「常見五郎」→「うじきよわし」一橋大学世界プロレスリング同盟（千葉商科大学准教授、人材コンサルタント、評論家）
滝沢亮
リングネーム「ポテト三郎太」一橋大学世界プロレスリング同盟（新潟県三条市長）
小薗秀汰
リングネーム「ボラギノールJr.」UWF関東学生プロレス連盟（南日本放送アナウンサー）

## 活動している学生プロレス団体一覧

### 東北地方
- KPW（北里プロレスリング）※北里大学獣医学部（十和田キャンパス）の団体

### 関東地方
- HWWA（一橋大学世界プロレスリング同盟）
- SWSガクセイプロレス（帝京大学を母体とするプロレスサークル）
- UWF関東学生プロレス連盟（首都圏のプロレスサークル）
- N.U.W.A.（宇都宮大学プロレス研究会）
- KWA（慶應プロレス研究会)

### 東海地方
- AWA（愛知大学プロレス同好会）

### 関西地方
- RWF（立命館プロレス同好会）
- OWF (大阪学院大学を設立時の母体とするプロレスサークル)
- W-CROSS（佛教大学プロレス格闘技研究会）
- DWA（同志社プロレス同盟）

### 九州地方
- KWF（九州産業大学プロレス研究部）　※唯一の大学公認部

### 沖縄地方
- RWA（琉球大学プロレス同好会）

## 過去に活動していた学生プロレス団体
- RwO（立教大学プロレス愛好会）
- 新東国プロレス（東京国際大学体育会プロレス）
- DWA（大東文化大学プロレス同好会）
- F.F.F.（帝京平成大学プロレスサークル）
- NUWA（日本大学プロレス研究会）
- RWF（立正大学プロレス研究会）
- SWF（上智大学プロレス連盟）
- YCW（横浜市立大学プロレス研究会）
- KUWF（神奈川大学プロレス研究会）
- 闘強士火プロレス（東京歯科大学プロレス部）
- リベルツ（京都産業大学プロレスサークル）
- KWA（関西大学プロレス連合）
- 豆乳門JAPAN（桃山学院大学プロレス部）
- KUWF（京都大学総合格闘技サークル）
- 大阪学院大学プロレス研究会
- 石巻専修大学プロレス研究愛好会
- IMWA（いわき明星大学レスリング連盟）→ いわきレスリングプロジェクト（IWP）としてアマチュア活動へ移行
- AKP（尼北プロレス愛好者連盟　兵庫県立尼崎北高等学校）

## 社会人プロレス
社会人プロレスとは、学生プロレスOBや一般の社会人ら本業が別にある所謂アマチュアによるプロレス団体もしくは、その活動である。

### 概要
プロか否かの線引きは「お金を取るか取らないか」とされるが、その線引きは曖昧である。また、社会人プロレス選手がプロ団体に参戦するケース（その逆も）も多々あり、社会人プロレス選手がプロ団体に移籍もしくは再デビューするケースもある。平日は本職、週末祝日だけ興行開催がメインの団体は、身バレ防止から覆面レスラーが多い傾向がある。

### 社会人プロレス団体一覧
- 旭川プロレス（北海道）
- EWA（北海道）
- プロレスリングサッポロ（北海道）
- プロレスリングDEWA（山形県）
- 石巻プロレス（宮城県）
- 国分町プロレス (宮城県)
- いわきレスリングプロジェクト（福島県）
- 常陸プロレス（茨城県）
- 秋葉原プロレス（東京都）
- W.I.N（東京都）
- nkw（東京都）
- 草プロレスRAW（東京都）
- 健康プロレス（東京都）
- CWP（東京都）
- スーパーオリジナル（東京都）
- デブMW（東京都）
- 成り上がり（東京都）
- AZW（東京都）
- 信州プロレスリング（長野県）
- 東海プロレス（愛知県）
- 丹の国プロレス（京都府）
- NPW（大阪府）
- 関西国際プロ・レスリング（大阪府）
- プロレスリング紫焔（大阪府）
- OPG（岡山県）
- 岩国プロレスリング（山口県）
- 鳥取だらずプロレス（鳥取県）
- 松江だんだんプロレス（島根県）
- UDONプロレス（香川県）
- 愛媛プロレス（愛媛県）
- FNW（福岡県）
- がむしゃらプロレス（福岡県）
- 高城プロレス（宮崎県）
- 新根室プロレス （北海道）
- SPWF[17]（群馬県） ※解散
- JWA関西（大阪府） ※解散
- なら万葉プロレス（奈良県） ※解散
- ジャパンプロレス2000（大阪府） ※解散